# III. Róbert skót király
III. Róbert (eredeti nevén John Stewart), (1337. augusztus 14., Scone-i palota – 1406. április 4. Presley-i apátság) Skócia királya volt 1390. és 1406. között.
II. Róbert (későbbi skót király) és első felesége, az arisztokrata származású Elizabeth Mure első gyermekeként, s első fiaként született.